# ビュー福島潟
水の駅「ビュー福島潟」（みずのえき・ビューふくしまがた）は、新潟県新潟市北区の福島潟湖畔にある観光・交流施設。休養施設の潟来亭、プールの遊水館と共に1997年に整備された。

## 概要
1997年開館。
福島潟の自然や歴史に関する展示や映像の上映が常設されている他、催し物や特設展示も行われる。喫茶店や展望台も設けられている。
設計者は青木淳。建物は地上7階、地下1階で外観は螺旋状となっている。高さ29mの屋上展望台は晴れた日のみ開放されている。午前9:00から午後5:00まで開いており、毎週月曜日が休館日である。4階から上は有料となっており、料金は小中高校生が200円、一般が400円となっている（令和7（2025）年4月1日より料金変更あり）。

## 歴代名誉館長
1997年（平成9年）にオープンする際、ポスターや広告宣伝に代わるものとして、福島潟を全国にPRし、自然文化に対する市民への啓発を図るため歩く宣伝塔を目指して名誉館長制度を設けている。
- 三枝成彰（初代　1997年-1999年）
- 竹内敏信（2代目 2000年-2002年）
- 片岡鶴太郎（3代目 2003年-2005年）
- 加藤登紀子（4代目 2006年-2008年、6代目 2012年-2014年）
- 椎名誠（5代目 2009年-2011年）
- 大熊孝（7代目 2015年-2016年）